# Уогер, Клинт
Клинтон Белмар «Клинт» Уогер (англ. Clinton Belmar "Clint" Wager; 20 января 1920, Уинона, штат Миннесота, США — 29 февраля 1996, Эксельсиор, штат Миннесота, США) — американский профессиональный баскетболист и футболист.

## Ранние годы
Клинт Уогер родился 20 января 1920 года в городе Уинона (штат Миннесота), учился там же в одноимённой школе, в которой играл за местную баскетбольную и футбольную команды. В 1942 году закончил Миннесотский университет Сент-Мэрис, где в течение четырёх лет играл за команду «Сент-Мэрис Кардиналс», в которой провёл успешную карьеру. При Уогере «Кардиналс» два раза выигрывали регулярный чемпионат межуниверситетской спортивной конференции Миннесоты (1939—1940), которая входила в третий дивизион национальной ассоциации студенческого спорта (NCAA).

## Баскетбольная карьера
Играл на позиции тяжёлого форварда и центрового. В 1943 году Клинт Уогер заключил соглашение с командой «Ошкош Олл-Старз», выступавшей в Национальной баскетбольной лиге (НБЛ). Позже выступал за команды «Хэммонд Кэлумет Бакканирс» (НБЛ), «Форт-Уэйн Золлнер Пистонс» (НБА) и «Луисвилл Алумнайтс» (НПБЛ). Всего в НБЛ провёл 6 сезонов, а в НБА и НПБЛ — по 1 сезону. Один раз включался во 2-ю сборную всех звёзд НБЛ (1944). Всего за карьеру в НБЛ Клинт сыграл 247 игр, в которых набрал 1319 очков (в среднем 5,3 за игру). Всего за карьеру в НБА Уогер сыграл 63 игры, в которых набрал 143 очка (в среднем 2,3 за игру) и сделал 90 передач. Помимо этого Уогер в составе «Олл-Старз» пять раз участвовал во Всемирном профессиональном баскетбольном турнире, став его серебряным призёром в 1946 году.

## Футбольная карьера
В 1942—1945 годах Уогер выступал в национальной футбольной лиге (23 матча) в составе «Чикаго Беарз» и «Чикаго Кардиналс», играя на позиции тайт-энда.

## Семья и смерть
Клинт Уогер умер 29 февраля 1996 года на 77-м году жизни в городе Эксельсиор (штат Миннесота).

## Статистика

### Статистика в НБА
| Сезон                                                                                    | Команда   | Регулярный сезон | Регулярный сезон | Регулярный сезон | Регулярный сезон | Регулярный сезон | Регулярный сезон | Регулярный сезон | Регулярный сезон | Регулярный сезон | Регулярный сезон | Регулярный сезон | Серия плей-офф | Серия плей-офф | Серия плей-офф | Серия плей-офф | Серия плей-офф | Серия плей-офф | Серия плей-офф | Серия плей-офф | Серия плей-офф | Серия плей-офф | Серия плей-офф |
| Сезон                                                                                    | Команда   | GP               | GS               | MPG              | FG%              | 3P%              | FT%              | RPG              | APG              | SPG              | BPG              | PPG              | GP             | GS             | MPG            | FG%            | 3P%            | FT%            | RPG            | APG            | SPG            | BPG            | PPG            |
| ---------------------------------------------------------------------------------------- | --------- | ---------------- | ---------------- | ---------------- | ---------------- | ---------------- | ---------------- | ---------------- | ---------------- | ---------------- | ---------------- | ---------------- | -------------- | -------------- | -------------- | -------------- | -------------- | -------------- | -------------- | -------------- | -------------- | -------------- | -------------- |
| 1949/50                                                                                  | Форт-Уэйн | 63               |                  |                  | 28,1             |                  | 61,7             |                  | 1,4              |                  |                  | 2,3              | 4              |                |                | 44,0           |                | 80,0           |                | 2,0            |                |                | 7,5            |
|                                                                                          | Всего     | 63               |                  |                  | 28,1             |                  | 61,7             |                  | 1,4              |                  |                  | 2,3              | 4              |                |                | 44,0           |                | 80,0           |                | 2,0            |                |                | 7,5            |
| Наведите курсор мыши на аббревиатуры в заголовке таблицы, чтобы прочесть их расшифровку. |           |                  |                  |                  |                  |                  |                  |                  |                  |                  |                  |                  |                |                |                |                |                |                |                |                |                |                |                |